# أيدان ماك غابرين
أيدان ماك غابرين (و. القرن 6 – 608 م) هو عاهل من دالريادا، توفي في Kintyre ‏.

## مناصب
تولى منصب List of kings of Dál Riata ‏ 574–608
.